# Radu Ioniță
Constantin Radu Ioniță (ur. 13 lutego 1912) – rumuński lekkoatleta, maratończyk. Reprezentant kraju podczas igrzysk w Helsinkach (1952) – nie ukończył biegu maratońskiego. Rekord życiowy w maratonie 2.40:39 osiągnął w 1951.